# El Menaouer
El Menaouer là một đô thị thuộc tỉnh Mascara, Algérie. Dân số thời điểm năm 2002 là 9.346 người.